# بين كوهن
بين كوهن (بالإنجليزية: Ben Cohen)‏ (و. 1978  م) هو لاعب اتحاد الرغبي، من المملكة المتحدة، ولد في نورثامبتون، مركز لعبه هو جناح ‏.

## جوائز
حصل على جوائز منها:
- عضو رتبة الإمبراطورية البريطانية.

## روابط خارجية
- بين كوهن على موقع دوري الرغبي الممتاز (الإنجليزية)
- بين كوهن عل موقع إسبنسكروم (الإنجليزية)
- بين كوهن على موقع ItsRugby.co.uk (الإنجليزية)